# Macintosh IIfx
A Macintosh IIfx asztali számítógépet az Apple gyártotta és forgalmazta 1990 márciusa és 1992 áprilisa között 25 hónapon keresztül.

## Története
A IIfx volt a valaha készült leggyorsabb Macintosh. Az IIfx-et Macintosh II stílusú házban szállították, amelyben elfért két SuperDrive és egy belső SCSI merevlemez is. A sajtó által "Wicked Fast"-nak (boszorkányos gyorsaságú) nevezett IIfx-be számos szabadalmaztatott alkalmazásspecifikus integrált áramkört (ASIC, application-specific integrated circuit) is került, ezek tovább gyorsították a gépet. Értelemszerűen az alkalmazásoknak el kellett készülnie az ASIC-ra optimalizált változatának is, hogy csúcssebességgel fussanak. A IIfx-et, konfigurációtól függően, 9000 és 11 000 dollár dollár közötti áron hozták forgalomba.

## Technikai leírás
A bézs színű gép súlya 10,9 kg, magassága 140 mm, szélessége 475 mm és mélysége 366 mm volt. A IIfx számítógépet egymagos 40 MHz-es Motorola 68030 processzor vezérelte (L1 cache: 0,5kB, L2 cache: 32kB), a rendszerbusz 40 MHz-en működött. A teljesítményt Motorola 68882 FPU, MOS Technology 6502 IOP co-processzor növelte. Az adatokat a 40MB belső merevlemezre lehetett elmenteni. Külső adattárolási lehetőséget az 1,44-es hajlékonylemez meghajtó (floppy-drive) kínált. A gépet System 6.0.5 operációs rendszerrel szállította az Apple. A gépet beépített memória nélkül gyártották, maximálisan 128MB (80ns) kezelésére volt képes a gyári specifikáció szerint, a bővítéshez 8 hely (slot) állt rendelkezésre. A számítógépnek nem volt saját kijelzője.  Csatlakozók: két ADB, két soros port, egy DB-25 SCSI-hoz, egy 3,5 mm-es jack audió kimenet. A gép bővíthetőségét szolgálta hat NuBus bővítőhely. Külső SCSI merevlemez csatlakoztatására is volt lehetőség.

## A számítógép adatai
A táblázat nem tartalmazza az összes műszaki paramétert. Az egyes modelleknél a bemutatáskor érvényes adatokat soroljuk fel, a későbbi frissítéseket nem. Az eszköz technikai paraméterei a MacTracker alkalmazásból származnak.
| Gép nevebemutatva kivezetve | Méretmagasság szélesség mélység súlySzín | Processzorprocesszor órajel, mag L1 és L2 cache társprocesszor                                | Háttértármerevlemezkülső adathordozó | Eredeti operációs rendszer | Memóriaalap max. @sebességhely    | Kijelzőmérete felbontása | Grafikakártyamemória kimenet | CsatlakozókEthernet, ADB, soros, SCSI, párhuzamos, FDD, kijelző, hang be/ki, belső mikrofon, hangszóró | Bővíthetőségkártyahelybelső öbölkülső csatlakozó |
| --------------------------- | ---------------------------------------- | --------------------------------------------------------------------------------------------- | ------------------------------------ | -------------------------- | --------------------------------- | ------------------------ | ---------------------------- | --- | ------------------------------------------------ |
| IIfx1990 márc. 1992 ápr.    | 140 mm 475 mm 366 mm 10,9 kg bézs        | Motorola 68030 @40 MHz és 1 mag L1 0,5kB, L2 32kB Motorola 68882 FPU, MOS Technology 6502 IOP | 40MB HDD 1,44 floppy                 | System 6.0.5               | nincs alap max: 128MB @80ns8 hely | nincs kijelző            |                              | * 2 ADB * 2 soros * 1 D–25 (SCSI) * 1 3,5 jack audió ki * beépített hangszóró                          | * 6 NuBus* SCSI (külső)                          |

## Macintosh II számítógépek az időben
| A Macintosh II számítógépek idővonalon |
| --- |
| A színek kezdete a bemutató időpontja, a forgalmazás több esetben is hónapokkal később kezdődött. Megeshet, hogy egy csík végét kitakarja egy másik csík eleje. Előfordul, hogy a gyártás befejezését követően még egy ideig forgalomban marad a gép adott verziója. |